# Realism social

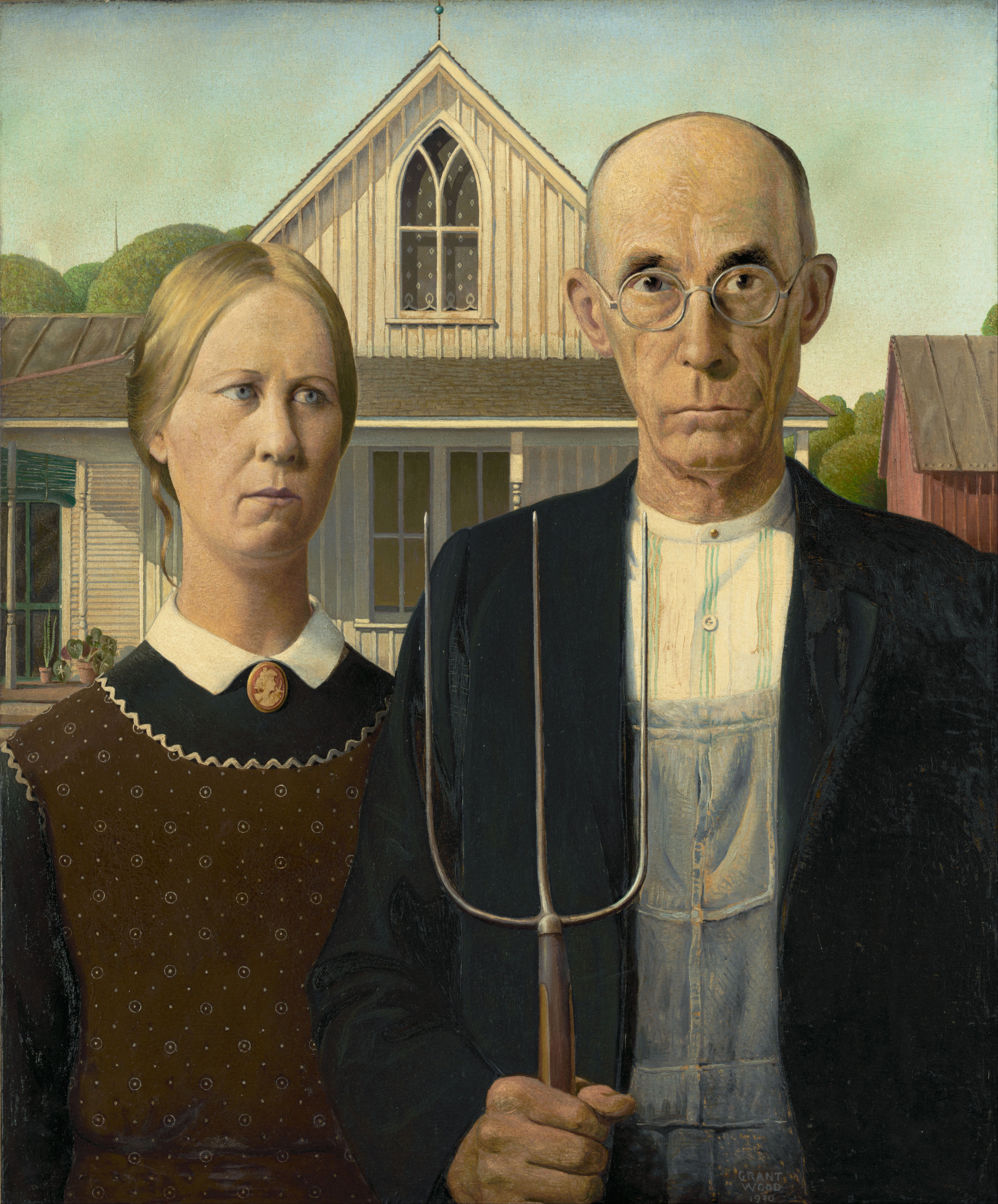
Opusul American Gothic (1930) al lui Grant Wood a devenit o ilustrație cunoscută (și adesea parodiată) a realismului social.

Realismul social este termenul folosit pentru lucrările realizate de pictori, gravori, fotografi, scriitori și realizatori de film care își propun să atragă atenția asupra condițiilor socio-politice reale ale clasei muncitoare ca mijloc de a critica structurile de putere din spatele acestor condiții. În timp ce caracteristicile mișcării variază de la o națiune la alta, aceasta folosește aproape întotdeauna o formă de realism descriptiv sau critic.
Termenul este uneori folosit mai restrâns pentru o mișcare de artă care a înflorit în perioada interbelică ca reacție la dificultățile și problemele cu care se confruntau oamenii de rând după Marele crah. Pentru a-și face arta mai accesibilă unui public mai larg, artiștii au apelat la portretele realiste ale unor lucrători anonimi, precum și ale unor celebrități, ca simboluri eroice ale rezilienței interioare în fața adversității. Scopul artiștilor era mai degrabă unul politic, deoarece doreau să expună condițiile în deteriorare ale claselor sărace și muncitoare și să tragă la răspundere sistemele guvernamentale și sociale existente.
Realismul social nu trebuie confundat cu realismul socialist, forma oficială de artă sovietică⁠(d) care a fost instituționalizată de Iosif Stalin în 1934 și a fost ulterior adoptată de partidele comuniste aliate din întreaga lume. Este, de asemenea, diferit de realism, deoarece nu numai că prezintă condițiile săracilor, dar o face prin transmiterea tensiunilor dintre două forțe opuse, cum ar fi între fermieri și stăpânul lor feudal. Cu toate acestea, uneori termenii de realism social și realism socialist sunt folosiți în mod interschimbabil.

## Originile

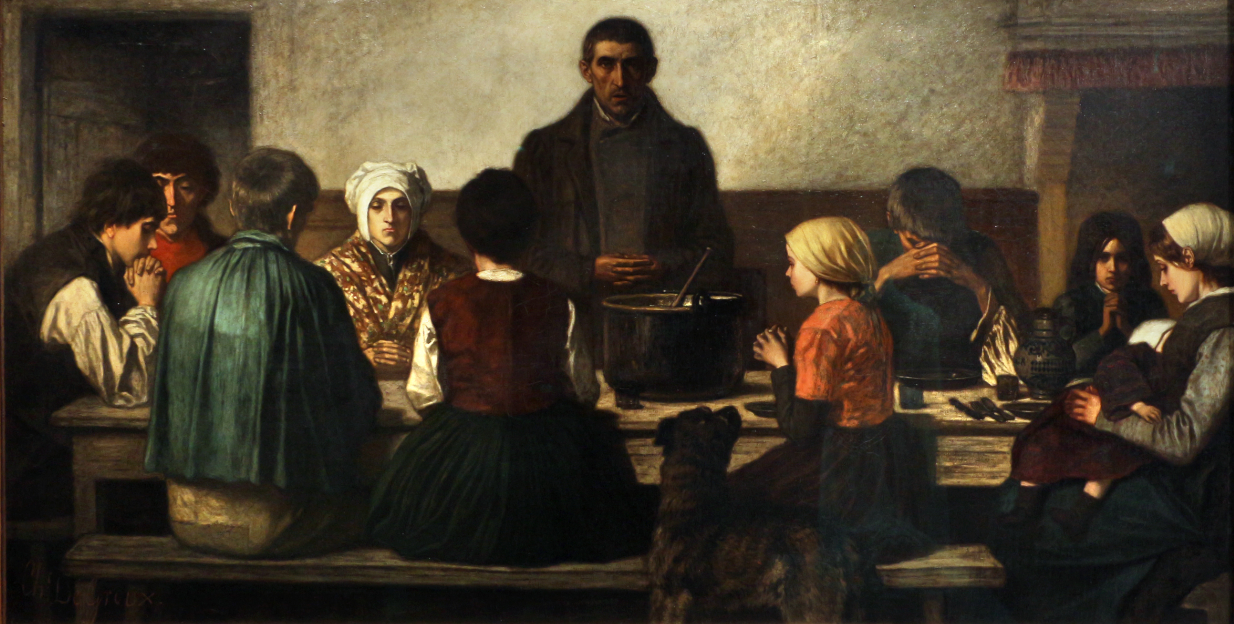
, Binecuvântarea, 1860

Realismul social, ca mișcare de artă care a devenit proeminentă în SUA între cele două războaie mondiale, ca reacție la dificultățile tot mai mari cu care se confruntau oamenii obișnuiți, a fost influențat de tradiția realistă socială din Franța, care exista deja de zeci de ani.
Realismul social își are originea în realismul european din secolul al XIX-lea, inclusiv arta lui Honoré Daumier, Gustave Courbet și Jean-François Millet. Revoluția industrială din Marea Britanie a stârnit îngrijorare pentru cei săraci, iar în anii 1870 lucrările unor artiști precum Luke Fildes, Hubert von Herkomer, Frank Holl și William Small au fost reproduse pe scară largă în The Graphic.
În Rusia, Peredvizhniki sau „realismul social” a criticat mediul social care a provocat condițiile prezentate și a denunțat perioada țaristă. Ilia Repin declara că creația sa artistică urmărea „să critice toate monstruozitățile societății noastre ticăloase” din perioada țaristă. Preocupări similare au apărut în Marea Britanie din secolul al XX-lea în rândul Asociației Internaționale a Artiștilor, Mass Observation și Kitchen sink school.
Fotografia social-realistă se bazează pe tradițiile documentare de la sfârșitul secolului al XIX-lea, cum ar fi opera lui Jacob A. Riis și Maksim Dmitriyev⁠(d).

### Școala Ashcan

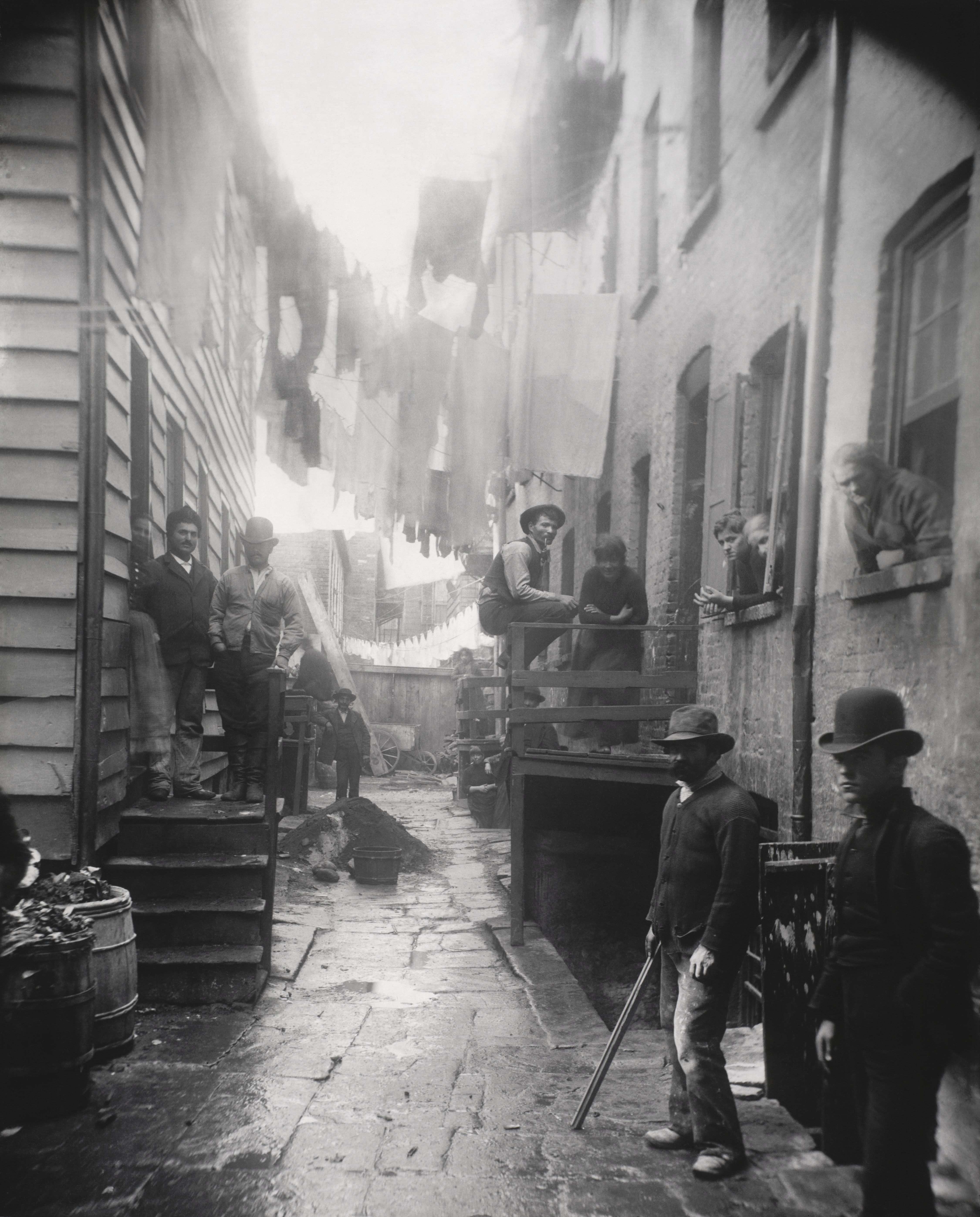
Jacob Riis, Bandit's Roost, 1888, din Cum trăiește cealaltă jumătate. Bandit's Roost de la 59½ Mulberry Street a fost considerată zona cea mai plină de crime din New York.

În jurul anului 1900, un grup de artiști realiști conduși de Robert Henri au contestat impresionismul și academicienii americani, în cadrul grupului care avea să ajungă cunoscut sub numele de Școala Ashcan. Termenul a fost sugerat de un desen al lui George Bellows, intitulat Disappointments of the Ash Can, care a apărut în Philadelphia Record în aprilie 1915.
În picturi, ilustrații, gravuri și litografii, artiștii Ashcan s-au concentrat pe portretizarea vitalității New York-ului, cu o privire atentă asupra evenimentelor actuale și retoricii sociale și politice a epocii. H. Barbara Weinberg de la Muzeul Metropolitan de Artă a descris artiștii ca documentând „un timp neliniștitor, de tranziție, care a fost marcat de încredere și îndoială, entuziasm și trepidare. Ignorând sau înregistrând cu delicatețe noi realități dificile, cum ar fi problemele imigrației și sărăciei urbane, au pus într-o lumină pozitivă perioada în care trăiau”.
Lucrările remarcabile ale lui Ashcan includ Breaker Boy a lui George Luks și Sixth Avenue Elevated at Third Street a lui John Sloan. Școala Ashcan a influențat arta epocii depresiei, inclusiv pictura murală a lui Thomas Hart Benton City Activity with Subway.

## Mișcarea artistică

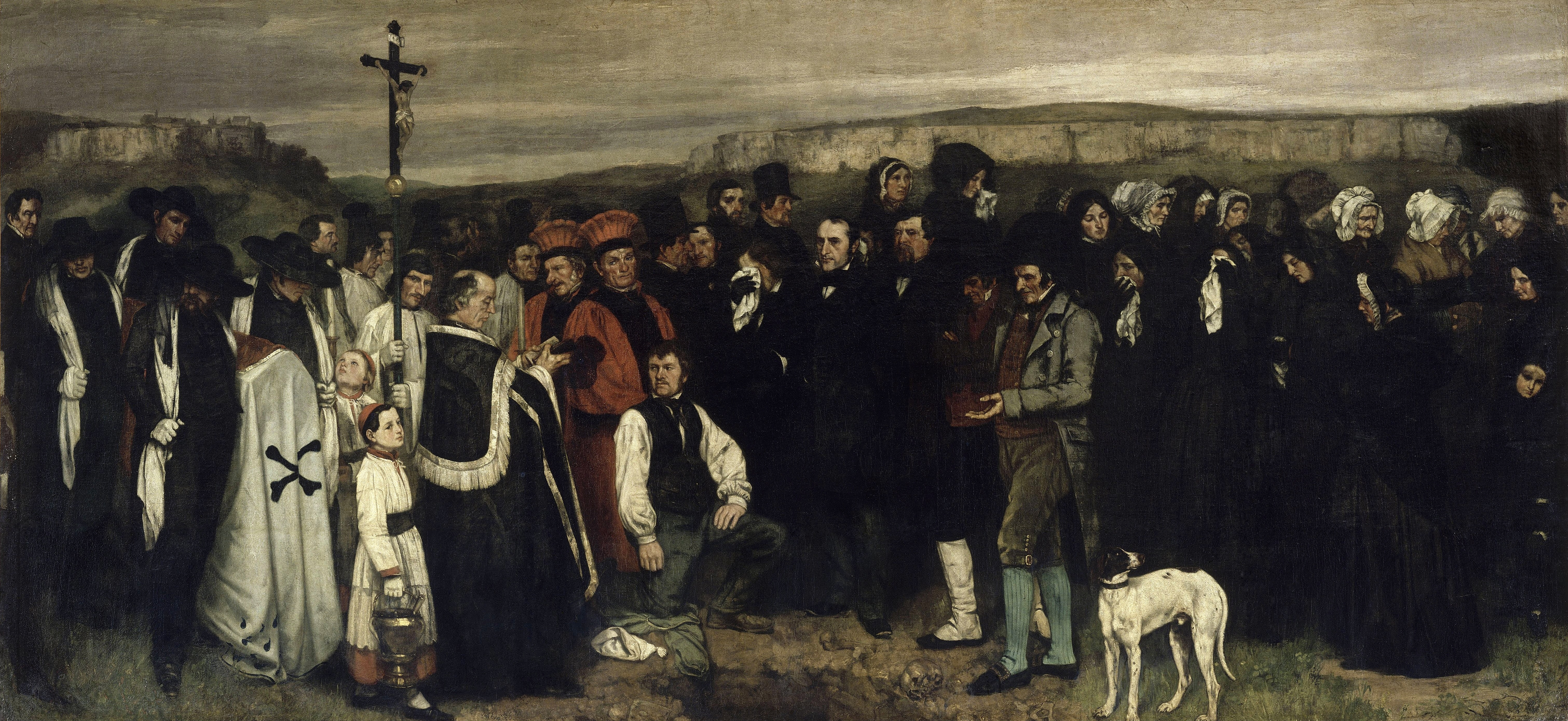
Gustave Courbet, O înmormântare la Ornans

Termenul datează la o scară mai largă de la mișcarea realistă în arta franceză de la mijlocul secolului al XIX-lea. Realismul social din secolul al XX-lea se referă la lucrările artistului francez Gustave Courbet și în special la implicațiile picturilor sale din secolul al XIX-lea A Burial At Ornans și The Stone Breakers, care au scandalizat Salonul francez – vizitatorii din 1850, și este văzut ca un fenomen internațional, de asemenea, urmărit până la realismul european și lucrările lui Honoré Daumier și Jean-François Millet. Stilul realist social a demodat în anii 1960, dar este încă influent în gândire și arta de astăzi.
În sensul mai limitat al termenului, realismul social cu rădăcini în realismul european a devenit o mișcare de artă importantă în timpul Marii Depresiuni din Statele Unite din anii 1930. Ca mișcare artistică americană, este strâns legată de pictura de scenă americană și de regionalism. Realismul social american include lucrări ale unor artiști precum cei de la școala Ashcan, inclusiv Edward Hopper și Thomas Hart Benton, Will Barnet, Ben Shahn, Jacob Lawrence, Paul Meltsner, Romare Bearden, Rafael Soyer, Isaac Soyer, Moses Soyer, Reginald Marsh., John Steuart Curry, Arnold Blanch, Aaron Douglas, Grant Wood, Horace Pippin, Walt Kuhn, Isabel Bishop, Paul Cadmus, Doris Lee, Philip Evergood, Mitchell Siporin, Robert Gwathmey, Adolf Dehn, Harry Sternberg, Gregorio Prestopino, Louis Lozowick, William Gropper, Philip Guston, Jack Levine, Ralph Ward Stackpole, John Augustus Walker și alții. De asemenea, se extinde și la arta fotografiei, așa cum este exemplificată de lucrările lui Walker Evans, Dorothea Lange, Margaret Bourke-White, Lewis Hine, Edward Steichen, Gordon Parks, Arthur Rothstein, Marion Post Wolcott, Doris Ulmann, Berenice Abbott, Aaron Siskind, și Russell Lee, printre alții. </link>
În Mexic, pictorița Frida Kahlo este asociată cu mișcarea realismului social. Tot în Mexic a fost mișcarea muralistă mexicană care a avut loc în primul rând în anii 1920 și 1930; și a fost o inspirație pentru mulți artiști la nord de graniță și o componentă importantă a mișcării realismului social. Mișcarea muralistă mexicană se caracterizează prin accentele sale politice, dintre care majoritatea sunt de natură marxistă, și prin situația socială și politică a Mexicului post-revoluționar. Diego Rivera, David Alfaro Siqueiros, José Clemente Orozco și Rufino Tamayo sunt cei mai cunoscuți susținători ai mișcării. Santiago Martínez Delgado, Jorge González Camarena, Roberto Montenegro, Federico Cantú Garza și Jean Charlot, precum și câțiva alți artiști au participat la mișcare.
Mulți artiști care au subscris la realismul social au fost pictori cu opinii politice socialiste (dar nu neapărat marxiste ). Prin urmare, mișcarea are unele puncte comune cu realismul socialist folosit în Uniunea Sovietică și Blocul de Est, dar cele două nu sunt identice. – realismul social nu este o artă oficială și permite spațiu pentru subiectivitate. În anumite contexte, realismul socialist a fost descris ca o ramură specifică a realismului social.
Realismul social a fost rezumat după cum urmează:
Realismul social s-a dezvoltat ca o reacție împotriva idealismului și a ego-ului exagerat încurajat de romantism. Consecințele Revoluției Industriale au devenit evidente; centrele urbane au crescut, mahalalele au proliferat la o nouă scară în contrast cu afișarea bogăției claselor superioare. Cu un nou simț al conștiinței sociale, realiștii sociali s-au angajat să "lupte împotriva artei frumoase", orice stil care făcea apel la ochi sau emoții. Ei s-au concentrat pe realitățile urâte ale vieții contemporane și au simpatizat cu oamenii din clasa muncitoare, în special cu cei săraci. Au înregistrat ceea ce au văzut ("așa cum exista") într-o manieră lipsită de pasiune. Publicul a fost indignat de realismul social, în parte, pentru că nu știa cum să-l privească sau ce să facă cu el.

## În Statele Unite

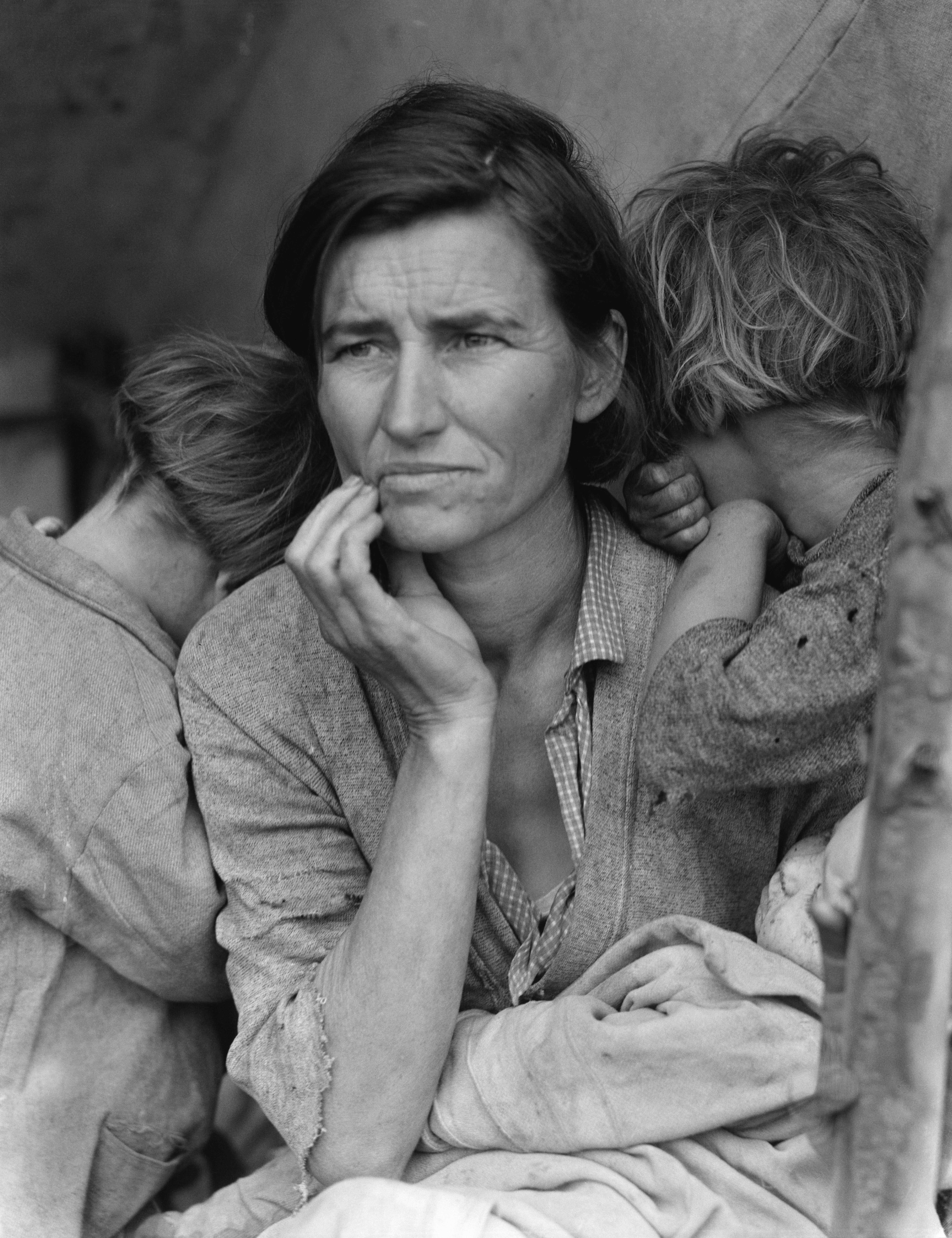
Dorothea Lange, Mamă migrantă, 1936. Un portret al lui Florence Owens Thompson (1903–1983). O fotografie emblematică a Marii Depresiuni.

Realismul social din Statele Unite a fost inspirat de muraliștii activi în Mexic după Revoluția Mexicană din 1910.

### Proiect Administrația Securității Fermei
Fotografia social-realistă a atins un punct culminant în munca lui Dorothea Lange, Walker Evans, Ben Shahn și alții pentru proiectul Farm Security Administration (FSA), din 1935 până în 1943.
După Primul Război Mondial, economia agricolă în plină expansiune din SUA sa prăbușit din cauza supraproducției, scăderea prețurilor, vremea nefavorabilă și mecanizarea crescută. Mulți muncitori agricoli au rămas fără loc de muncă și multe mici operațiuni agricole au fost forțate să se îndatoreze. Fermele pline de datorii au fost blocate cu mii, iar mârșătorii și fermierii au fost înlăturați de la pământ. Când Franklin D. Roosevelt a intrat în funcție, în 1932, aproape două milioane de familii de fermieri trăiau în sărăcie, iar milioane de acri de teren agricol au fost ruinate din cauza eroziunii solului și a practicilor agricole proaste.
FSA a fost o agenție New Deal concepută pentru a combate sărăcia rurală în această perioadă. Agenția a angajat fotografi pentru a oferi dovezi vizuale că există o nevoie și că programele FSA îndeplinesc această nevoie. În cele din urmă, această misiune a reprezentat peste 80.000 de imagini alb-negru și este acum considerat unul dintre cele mai faimoase proiecte de fotografie documentară vreodată.

### Proiecte de artă WPA și Treasury
Proiectul Public Works of Art a fost un program de angajare a artiștilor în timpul Marii Depresiuni. A fost primul astfel de program, care a avut loc din decembrie 1933 până în iunie 1934. Acesta a fost condus de Edward Bruce, sub Departamentul de Trezorerie al Statelor Unite și finanțat de Administrația Lucrărilor Civile.
Creată în 1935, Works Progress Administration a fost cea mai mare și mai ambițioasă agenție New Deal, angajând milioane de șomeri (în mare parte bărbați necalificați) pentru a realiza proiecte de lucrări publice,  inclusiv construcția de clădiri publice și drumuri. În proiecte mult mai mici, dar mai faimoase, WPA a angajat muzicieni, artiști, scriitori, actori și regizori în proiecte mari de arte, teatru, media și alfabetizare. Mulți dintre artiștii angajați în cadrul WPA sunt asociați cu realismul social. Realismul social a devenit o mișcare de artă importantă în timpul Marii Depresiuni din Statele Unite în anii 1930. Fiind o mișcare artistică americană încurajată de arta New Deal, realismul social este strâns legat de pictura de scenă americană și de regionalism. 
În Mexic, pictorița Frida Kahlo este asociată cu mișcarea realismului social. Mișcarea muralistă mexicană care a avut loc în primul rând în anii 1920 și 1930 a fost o inspirație pentru mulți artiști la nord de graniță și o componentă importantă a mișcării realismului social. Mișcarea muralistă mexicană se caracterizează prin nuanțele sale politice, majoritatea fiind de natură marxistă, și prin situația socială și politică a Mexicului post-revoluționar. Diego Rivera, David Alfaro Siqueiros, José Clemente Orozco și Rufino Tamayo sunt cei mai cunoscuți susținători ai mișcării. Santiago Martínez Delgado, Jorge González Camarena, Roberto Montenegro, Federico Cantú Garza și Jean Charlot, precum și alți câțiva artiști au participat la mișcare.

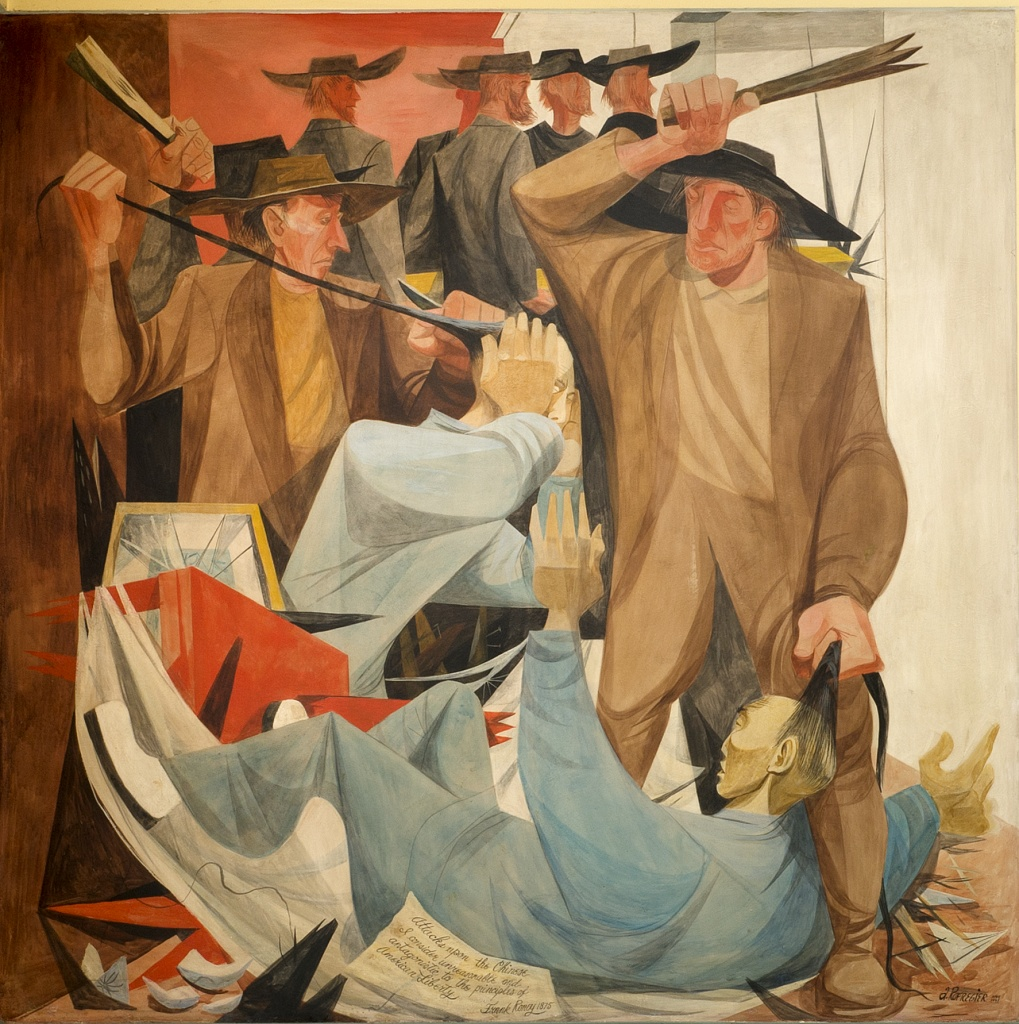
Lucrarea murală Beating the Chinese a lui Anton Refregier, din Rincon Center din San Francisco, descrie violența etnică din revolta din San Francisco din 1877.

Mulți artiști care au subscris la realismul social au fost pictori cu opinii politice socialiste (dar nu neapărat marxiste ). Prin urmare, mișcarea are unele puncte comune cu realismul socialist folosit în Uniunea Sovietică și Blocul de Est, dar cele două nu sunt identice. – Realismul social nu este o artă oficială și permite spațiu pentru subiectivitate. În anumite contexte, realismul socialist a fost descris ca o ramură specifică a realismului social.

### Al Doilea Război Mondial până în prezent
Odată cu apariția expresionismului abstract în anii 1940, realismul social a demodat. Câțiva artiști WPA au găsit de lucru la Biroul de Informații Războiului al Statelor Unite în timpul celui de-al Doilea Război Mondial, făcând postere și alte materiale vizuale pentru efortul de război. După război, deși lipsiți de atenție pe piața de artă, mulți artiști realiști sociali și-au continuat cariera în anii 1950, 1960, 1970, 1980, 1990 și în anii 2000; de-a lungul căruia, artiști precum Jacob Lawrence, Ben Shahn, Bernarda Bryson Shahn, Raphael Soyer, Robert Gwathmey, Antonio Frasconi, Philip Evergood, Sidney Goodman și Aaron Berkman au continuat să lucreze cu modalități și teme social-realiste.
Indiferent dacă este la modă sau depășită, realismul social și creația de artă conștientă social continuă și astăzi în lumea artei contemporane, incluzând artiștii Sue Coe, Mike Alewitz, Kara Walker, Celeste Dupuy Spencer, Allan Sekula, Fred Lonidier și alții.

## Galerie

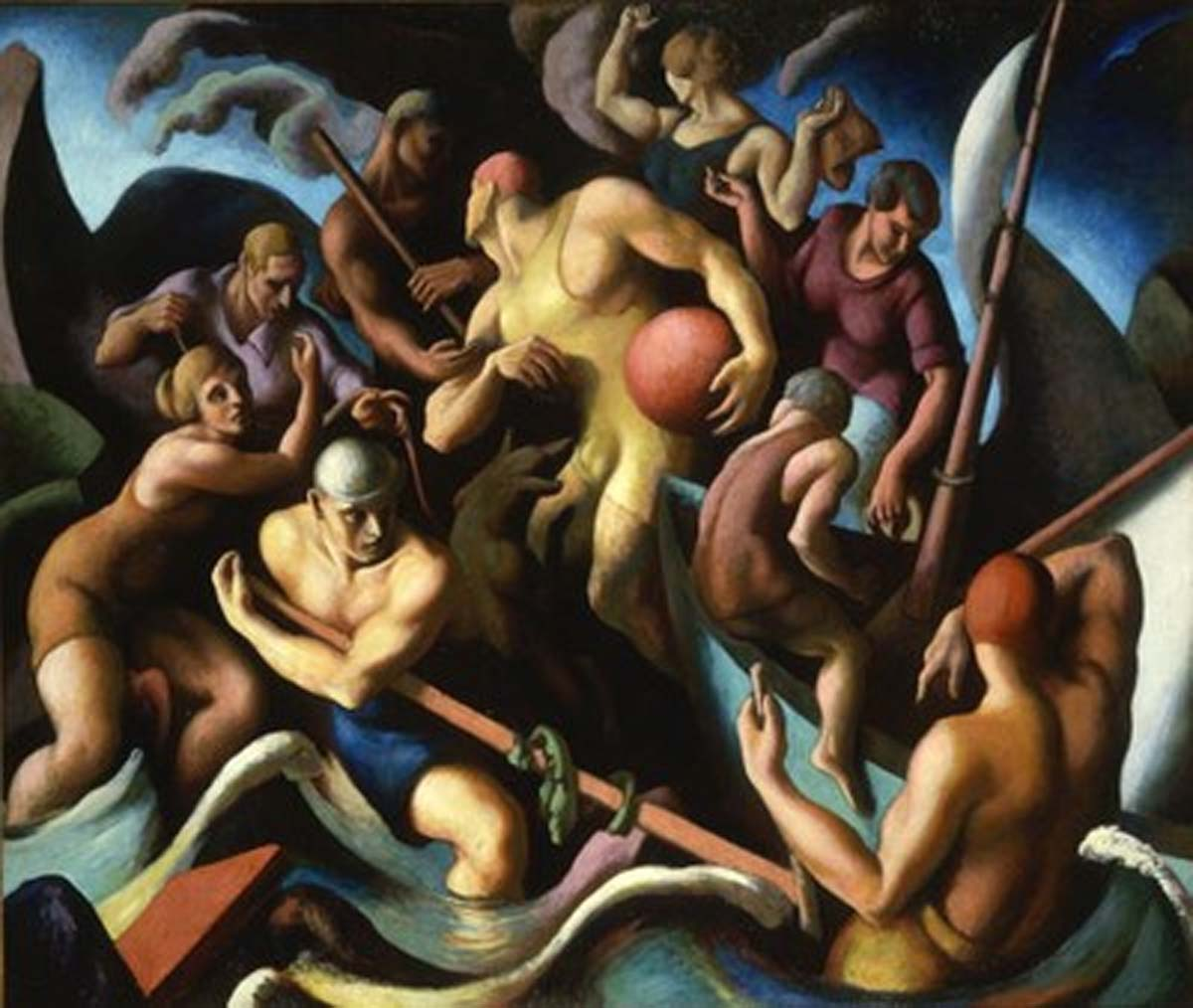
Thomas Hart Benton, Oamenii din Chilmark, 1920, Muzeul și Grădina de Sculptură Hirshhorn, Washington, DC
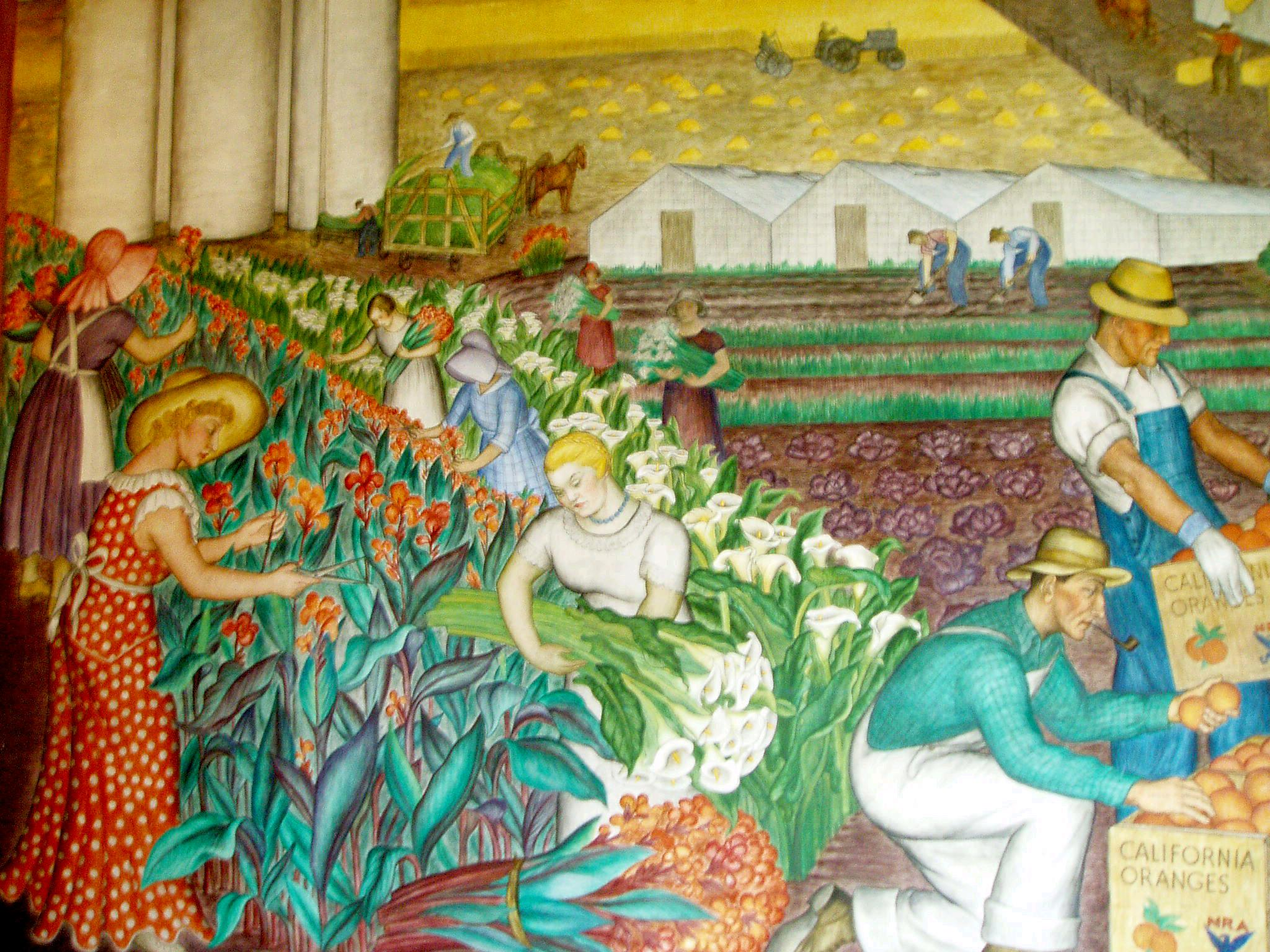
Maxine Albro, California (mural), 1934, Coit Tower, San Francisco
Walker Evans, Floyd Burroughs, Alabama Cotton Sharecropper, Hale County, Alabama, c. 1935–1936, fotografie
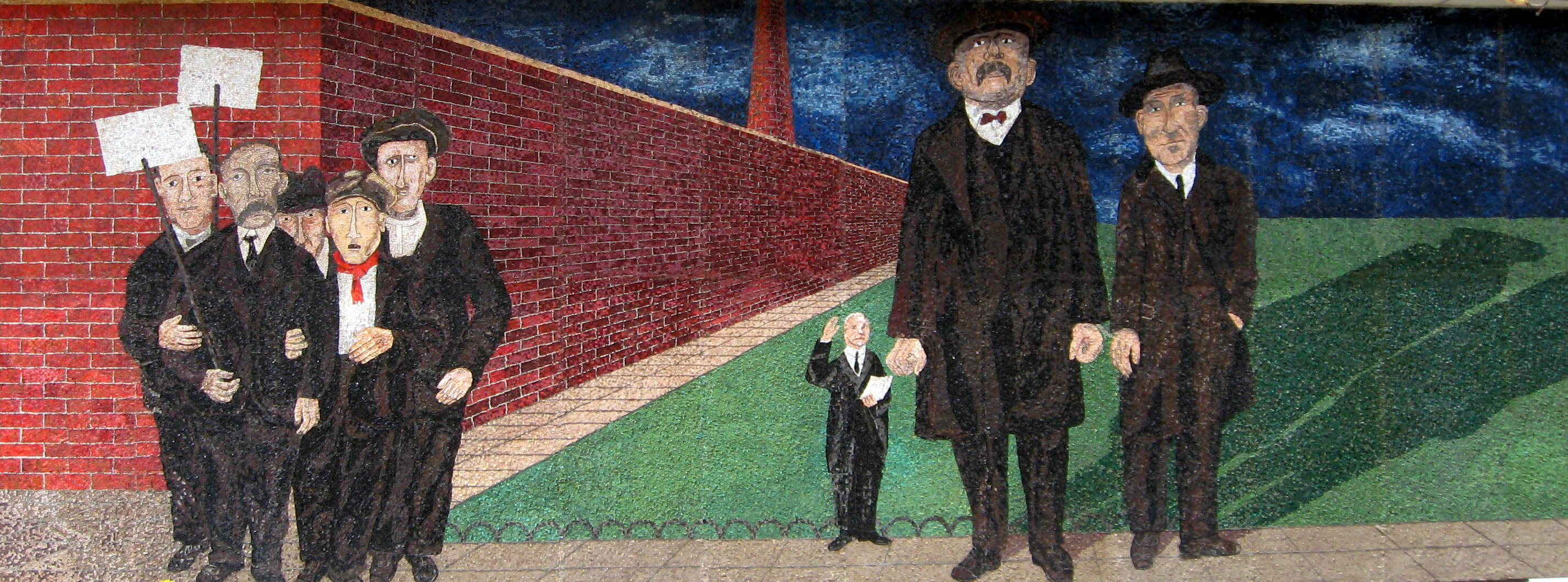
Ben Shahn, detaliu din The Passion of Sacco and Vanzetti (1967, mozaic), Syracuse University, Syracuse, NY
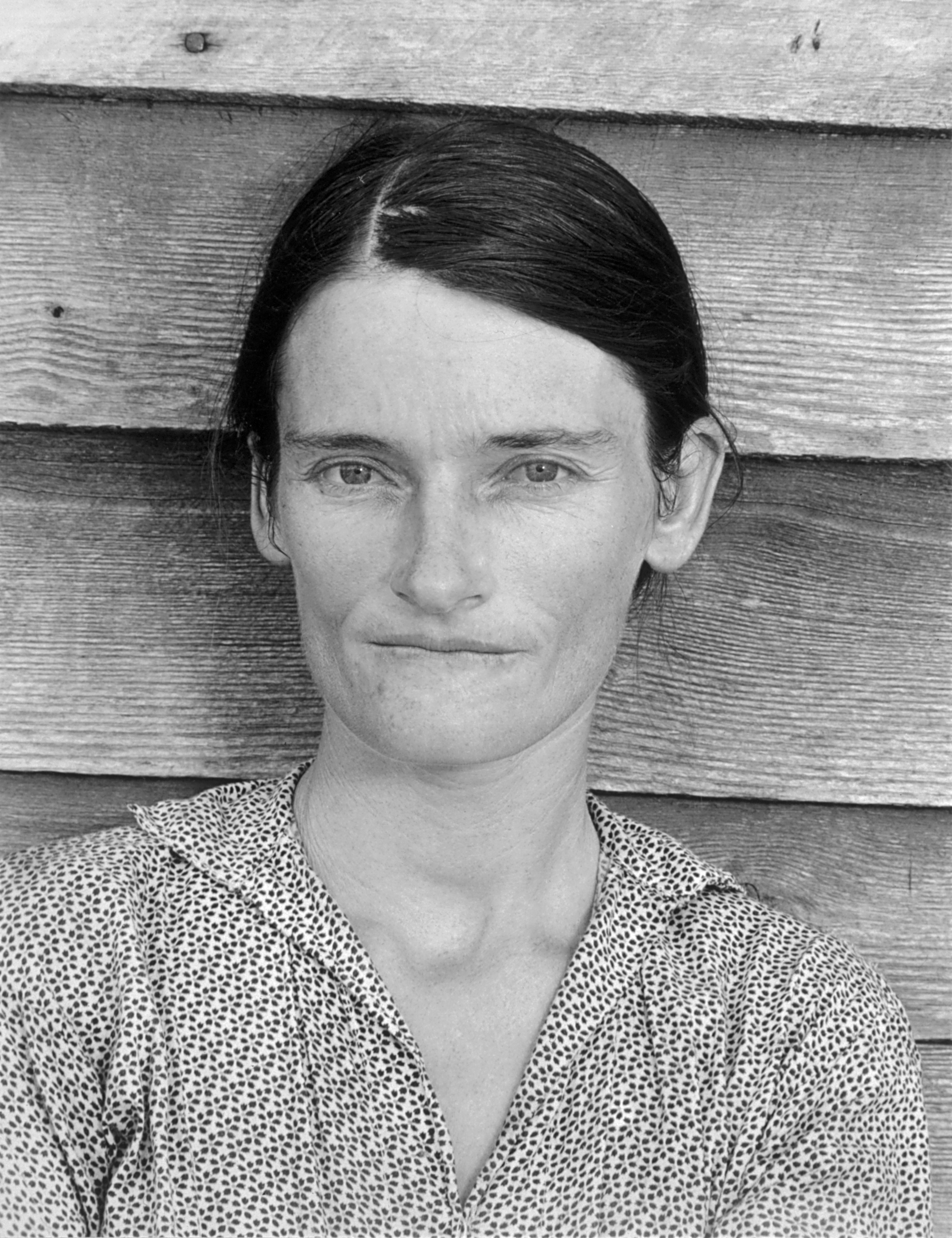
Walker Evans, Allie Mae Burroughs, soția unui mârșar de bumbac, județul Hale, Alabama, c. 1935–1936, fotografie
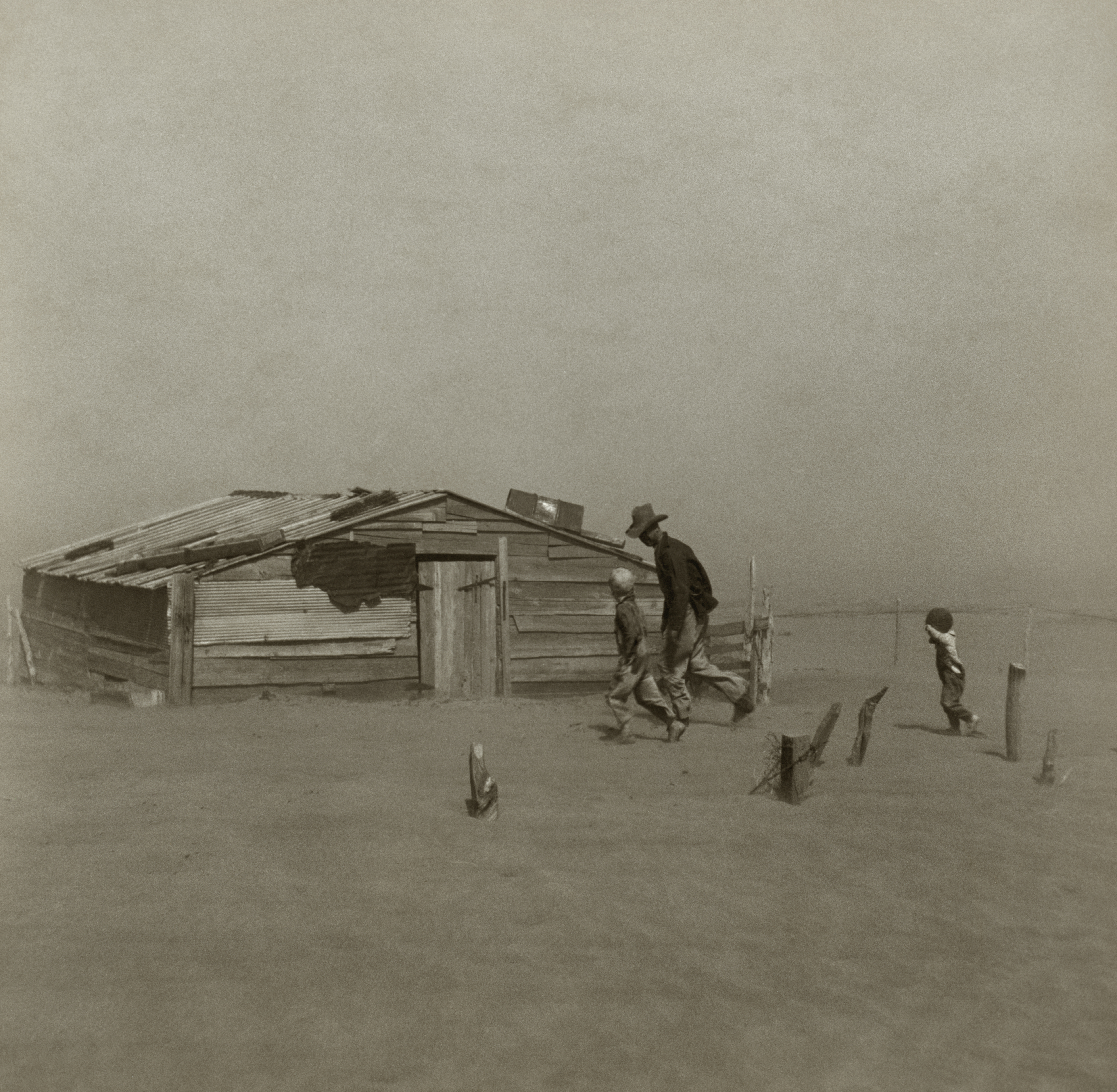
Arthur Rothstein, Un fermier și cei doi fii ai lui în timpul unei furtuni de praf, comitatul Cimarron, Oklahoma, 1936, fotografie considerată ca o icoană a Dust Bowl
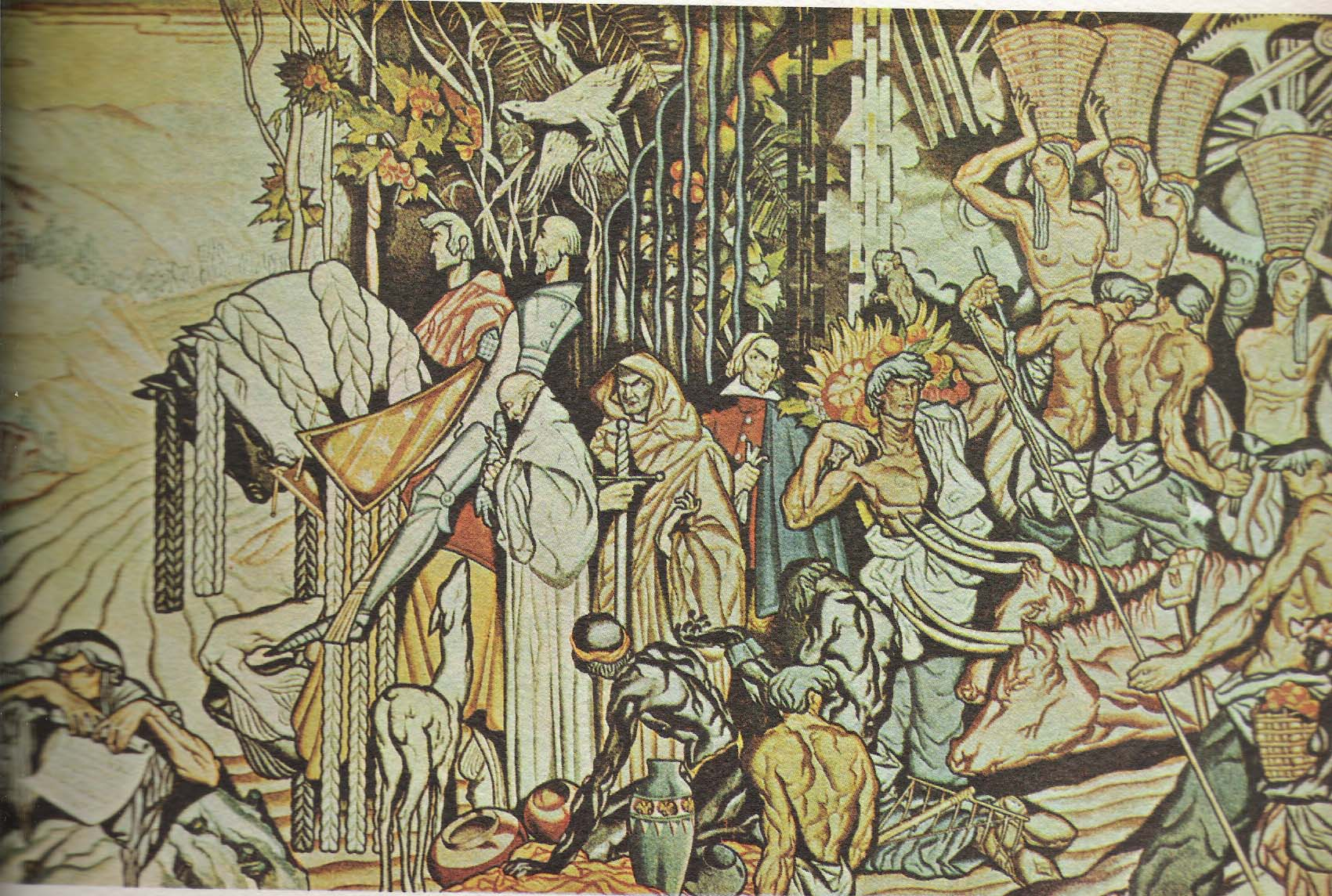
Santiago Martinez Delgado, mural pentru Târgul Internațional de la Chicago din 1933
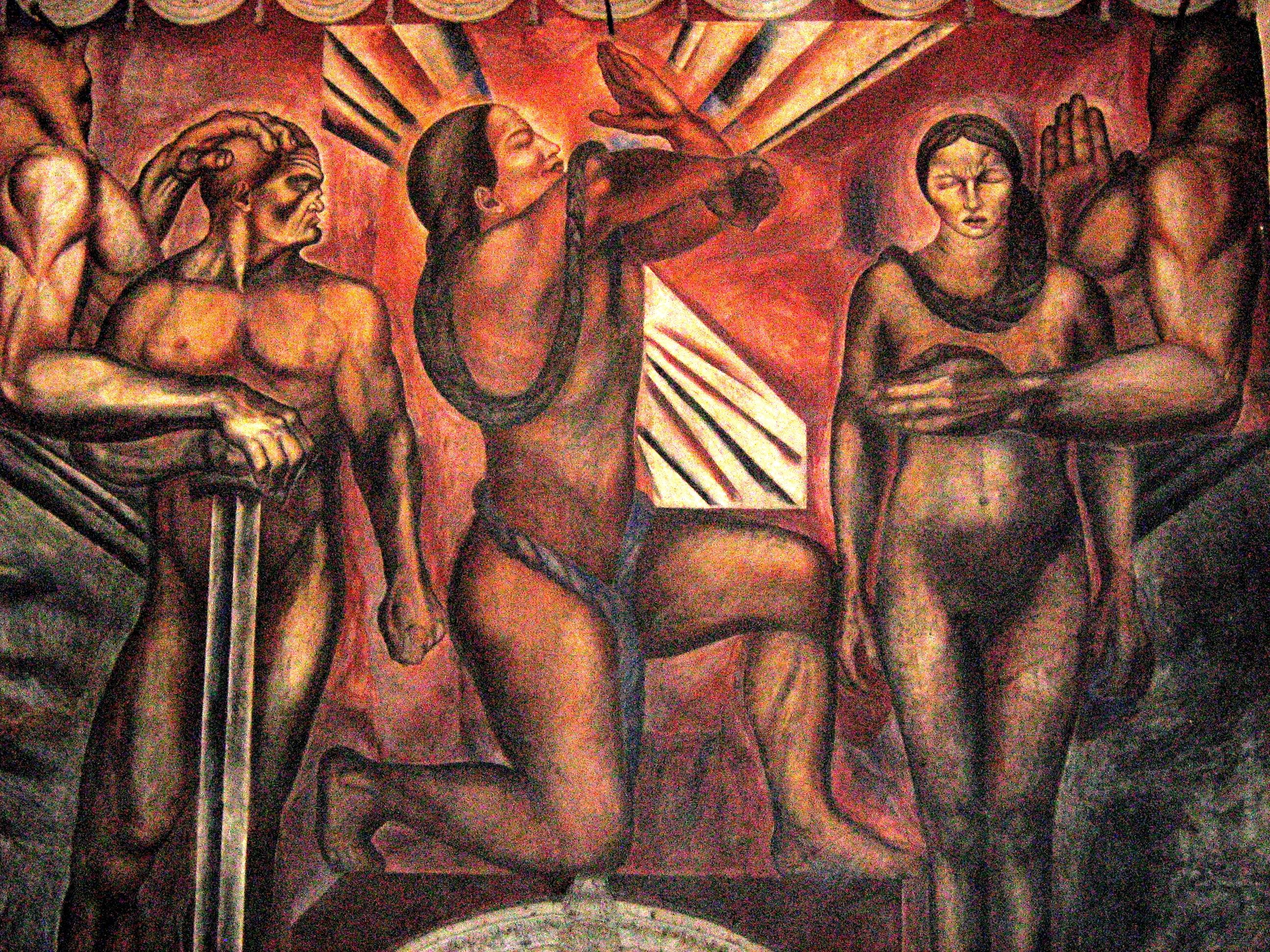
José Orozco, detaliu pictura murală Omnisciencia, 1925
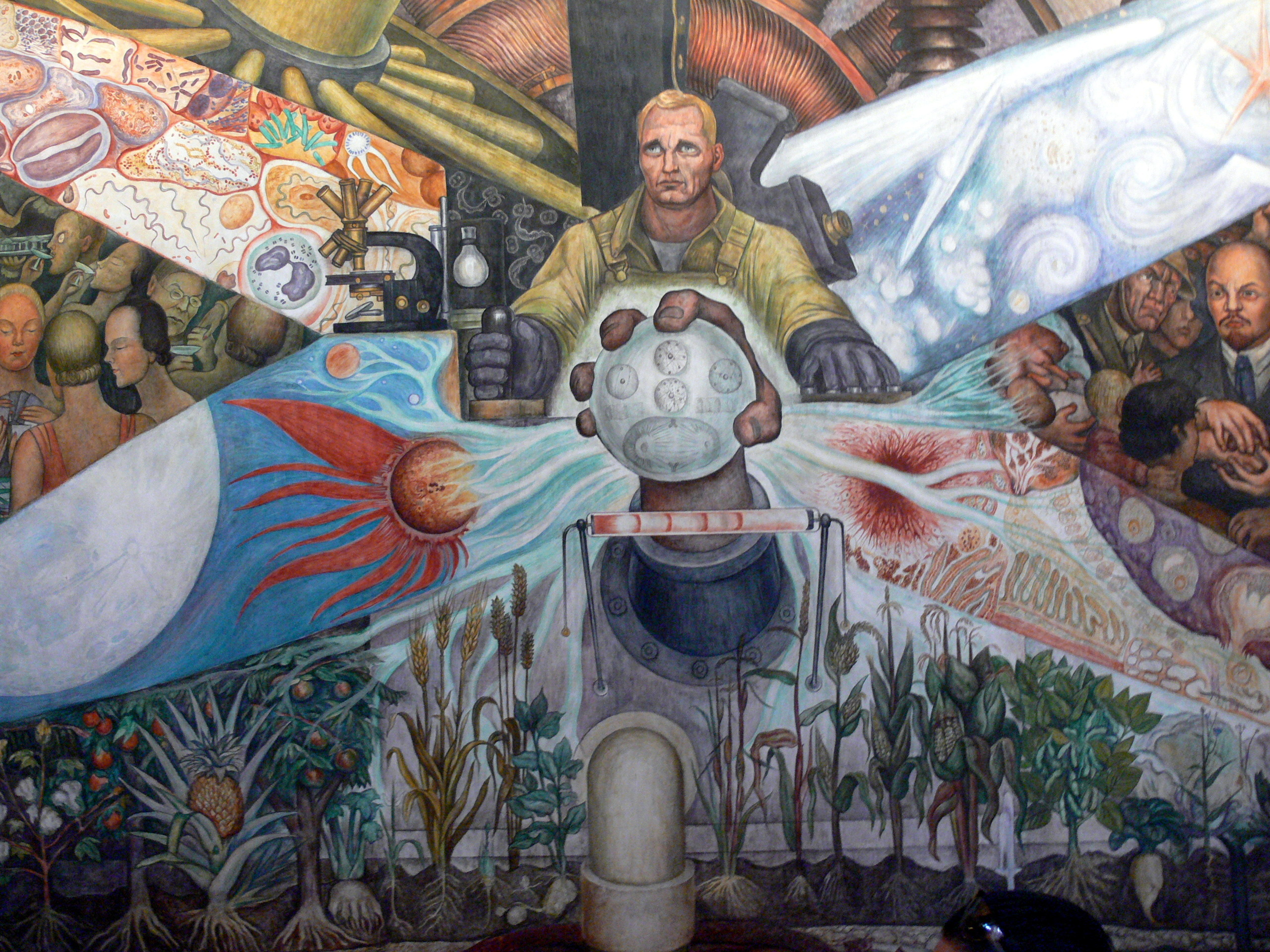
Diego Rivera, recrearea Man at the Crossroads (renumită Man, Controller of the Universe ), creată inițial în 1934
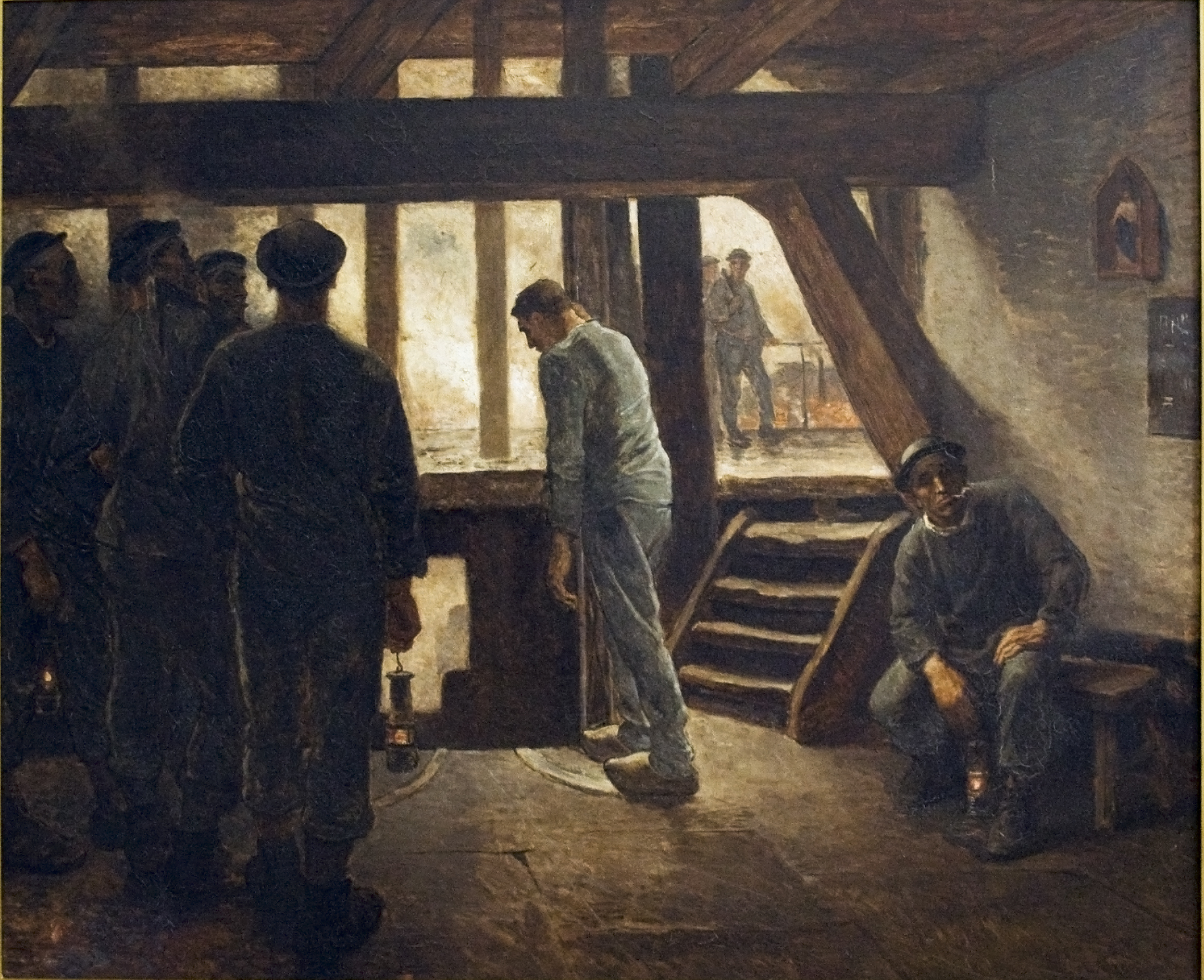
Constantin Meunier, Miner la ieșirea din puț, anii 1880, Muzeul Meunier, Bruxelles
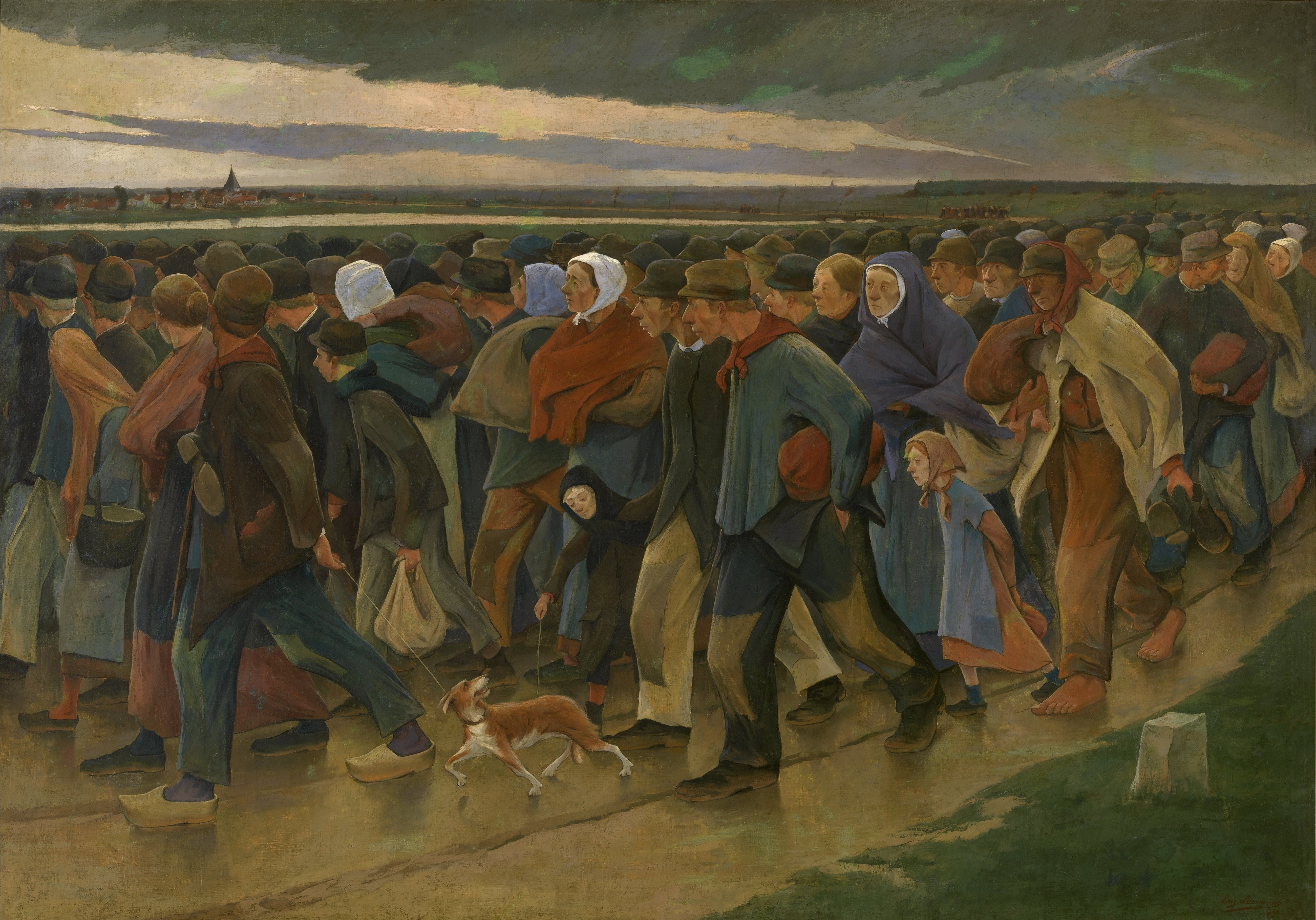
Eugène Laermans, Emigranți, panou central, 1896, Muzeul Regal de Arte Frumoase Anvers
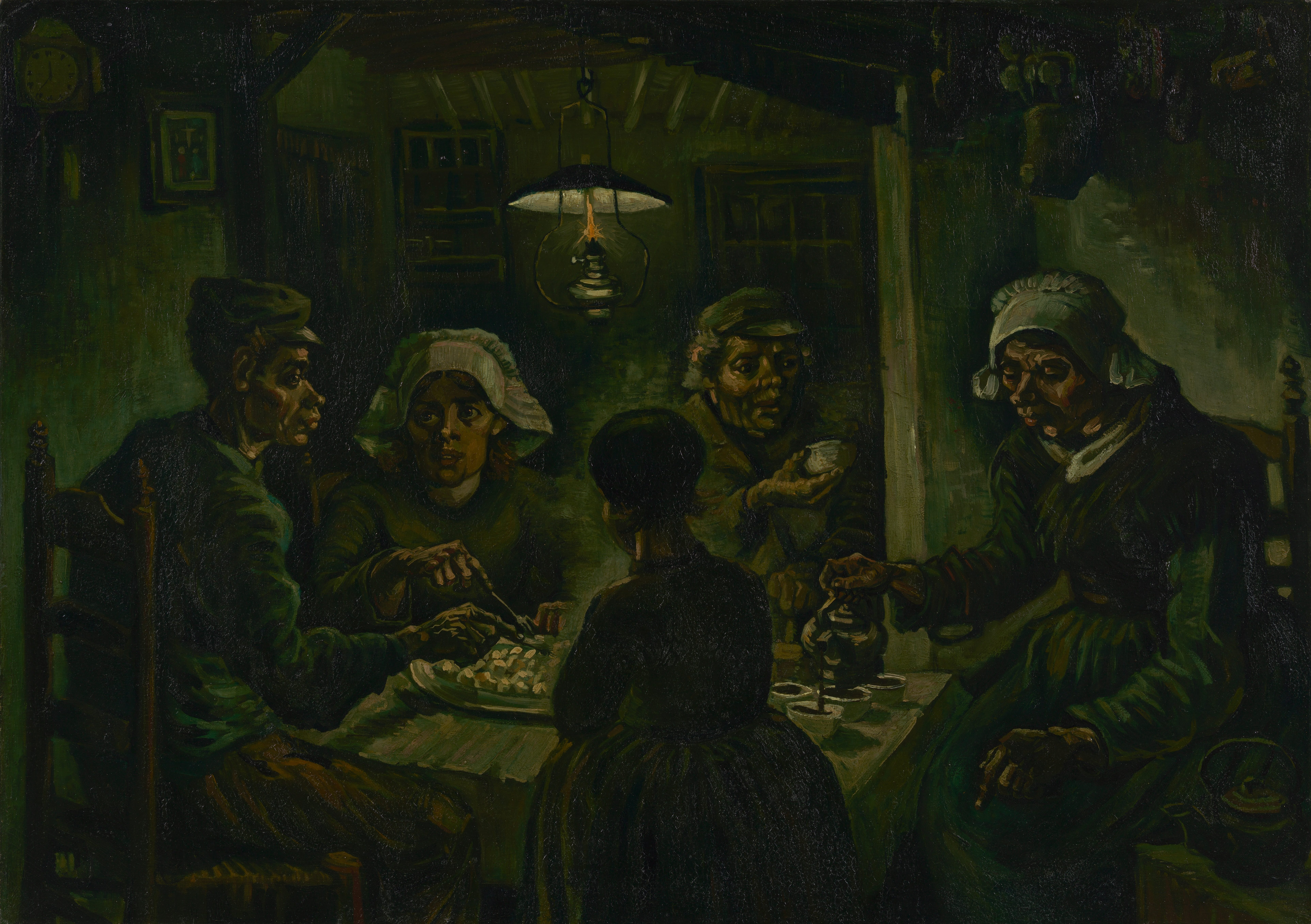
Vincent van Gogh, Mâncătorii de cartofi

## În America Latină
Muraliștii activi în Mexic după revoluția mexicană din 1910 au creat picturi murale propagandistice care subliniau spiritul revoluționar și mândria față de tradițiile popoarelor indigene din Mexic și includeau Istoria Mexicului de la cucerire până la viitor a lui Diego Rivera, José Clemente. Catharsisul lui Orozco și greva lui David Alfaro Siqueiros. Aceste picturi murale au încurajat și realismul social în alte țări latino-americane, de la Ecuador (Greva lui Oswaldo Guayasamín) până în Brazilia (Cafeaua lui Cândido Portinari).

## În Europa

Bruno Caruso, Chioșc de presă, cerneală (1952)

În Belgia, primii reprezentanți ai realismului social se găsesc în lucrările artiștilor din secolul al XIX-lea precum Constantin Meunier și Charles de Groux. În Marea Britanie, artiști precum americanul James Abbott McNeill Whistler, precum și artiștii englezi Hubert von Herkomer și Luke Fildes au avut un mare succes cu picturi realiste care tratează probleme sociale și reprezentări ale lumii „reale”. Artiștii din Europa de Vest au îmbrățișat și realismul social la începutul secolului al XX-lea, inclusiv pictorul și ilustratorul italian Bruno Caruso, artiștii germani Käthe Kollwitz, George Grosz, Otto Dix și Max Beckmann ; artistul suedez Torsten Billman ; artiștii olandezi Charley Toorop și Pyke Koch ; Artiștii francezi Maurice de Vlaminck, Roger de La Fresnaye, Jean Fautrier și Francis Gruber și artiștii belgieni Eugène Laermans și Constant Permeke.
Polarizarea politică a perioadei a dus la diferența dintre realismul social și realismul socialist să devină mai puțin evidentă în opinia publică, iar până la mijlocul secolului al XX-lea arta abstractă a înlocuit-o ca mișcare dominantă atât în Europa de Vest, cât și în Statele Unite.

### Franța
Realismul, un stil de pictură care descrie actualitatea a ceea ce ochii pot vedea, a fost o formă de artă foarte populară în Franța, la mijlocul până la sfârșitul secolului al XIX-lea. A apărut odată cu introducerea fotografiei – o nouă sursă vizuală care a creat dorința oamenilor de a produce lucruri care arată „obiectiv reale”. Realismul a fost puternic împotriva romantismului, un gen care domina literatura și opera de artă franceză la mijlocul secolului al XIX-lea. Nedistorsionat de părtinire personală, realismul a crezut în ideologia realității externe și s-a revoltat împotriva emoționalismului exagerat. Adevărul și acuratețea au devenit obiectivele multor realiști precum Gustave Courbet. 

### Rusia și Uniunea Sovietică

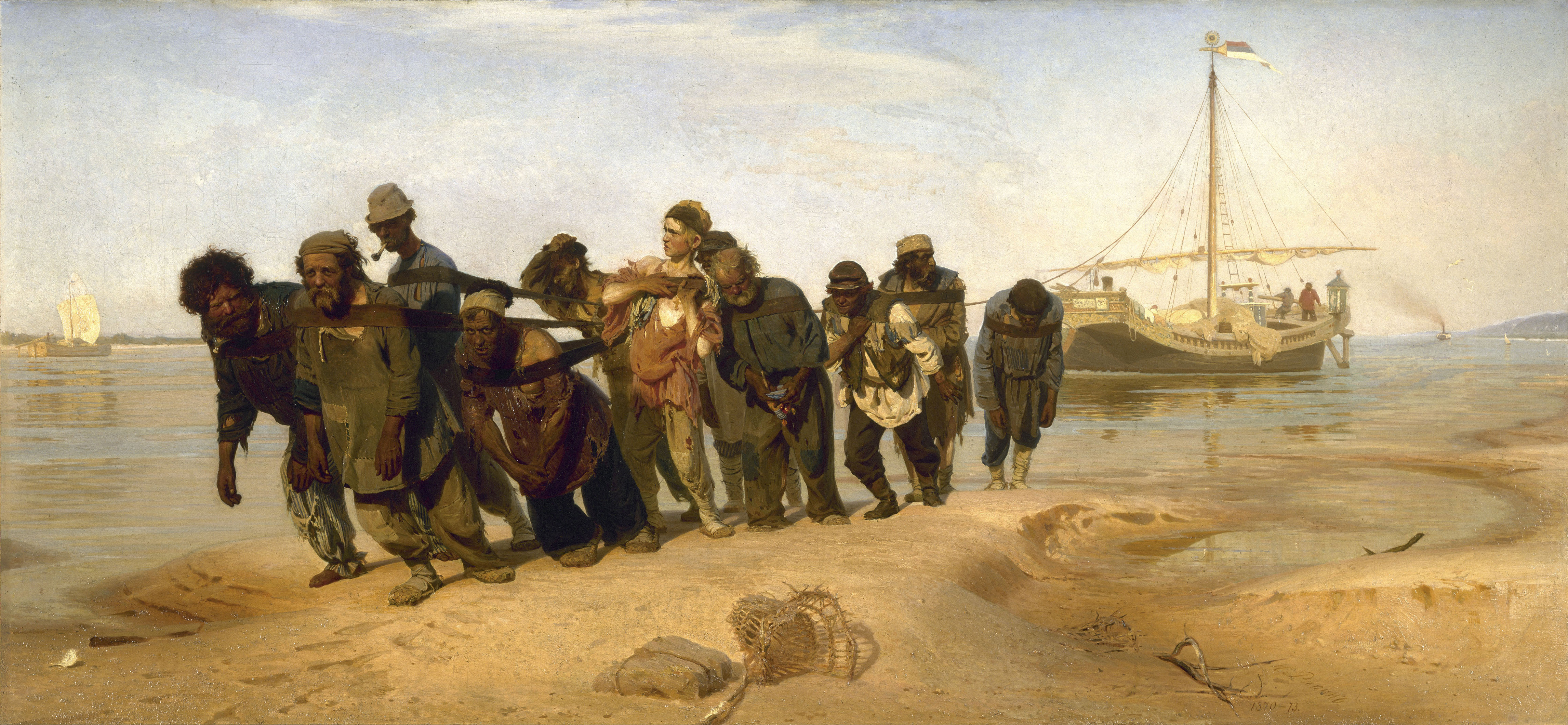
Ilia Repin, Transportatorii de barje pe Volga, 1870–1873

Mișcarea Realistă Franceză a avut echivalente în toate celelalte țări occidentale, dezvoltându-se ceva mai târziu. În special, grupul Peredvizhniki sau Wanderers din Rusia, care s-a format în anii 1860 și a organizat expoziții din 1871, a inclus mulți realiști precum Ilya Repin și a avut o mare influență asupra artei ruse.
Din această tendință importantă a venit dezvoltarea realismului socialist, care avea să domine cultura și expresia artistică sovietică timp de peste 60 de ani. Realismul socialist, reprezentând ideologiile socialiste, a fost o mișcare de artă care a reprezentat viața socială și politică contemporană din anii 1930, dintr-un punct de vedere de stânga. A descris subiecte de interes social; lupta proletariatului – greutăți din viața de zi cu zi cu care clasa muncitoare a trebuit să le suporte și a subliniat eroic valorile muncitorilor comuniști loiali.
Ideologia din spatele realismului social, comunicată prin reprezentarea eroismului clasei muncitoare, a fost aceea de a promova și de a declanșa acțiuni revoluționare și de a răspândi imaginea optimismului și a importanței productivității. A menține oamenii optimiști însemna crearea unui sentiment de patriotism, care s-ar dovedi foarte important în lupta pentru a produce o națiune socialistă de succes. Ziarul Unions, Literaturnaya Gazeta, a descris realismul social drept „reprezentarea revoluției proletare”. În timpul domniei lui Iosif Stalin, a fost considerat cel mai important să folosească realismul socialist ca formă de propagandă în afișe, deoarece îi menținea pe oameni optimiști și încuraja un efort productiv mai mare, o necesitate în scopul său de a dezvolta Rusia într-o națiune industrializată.

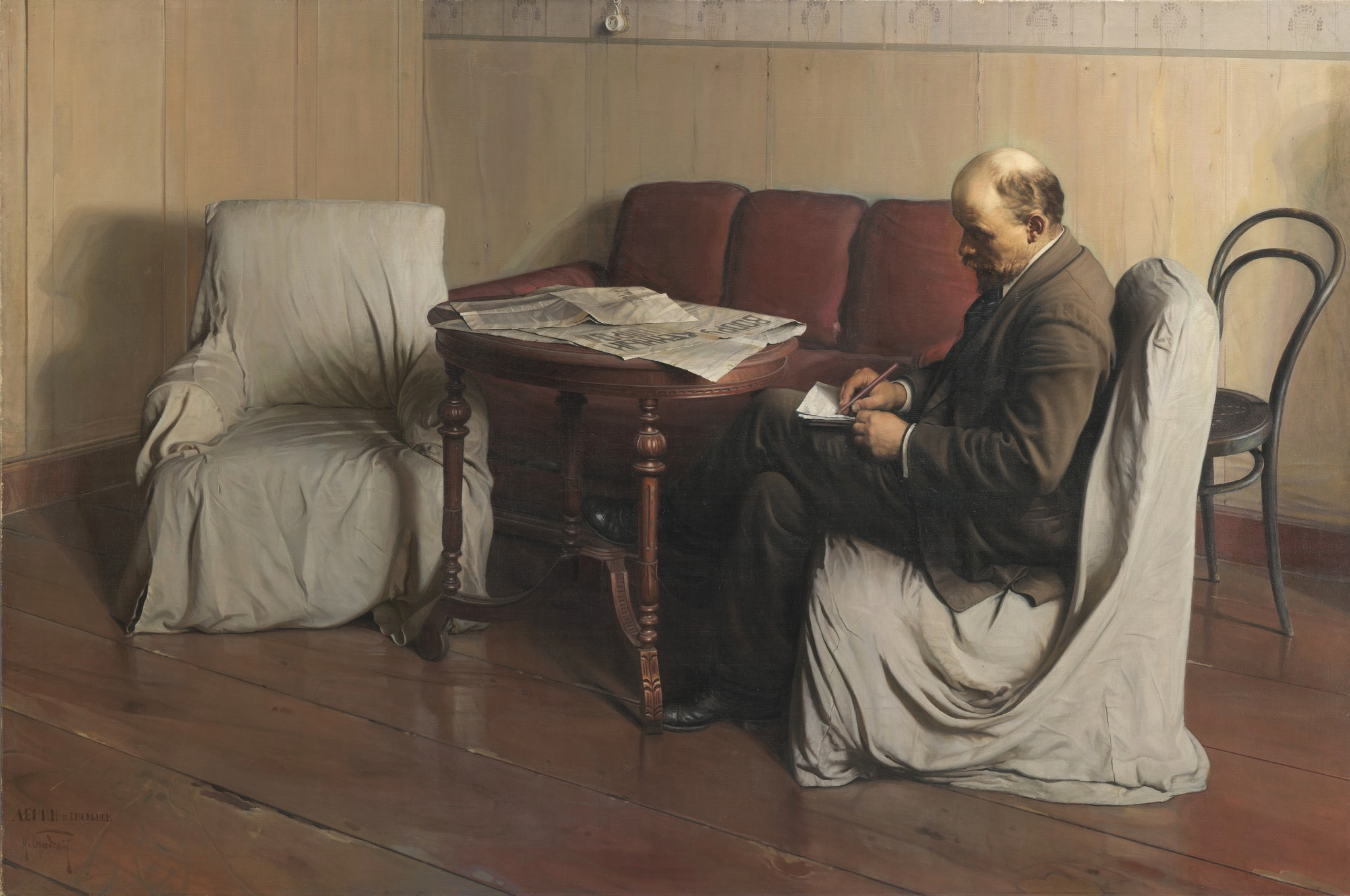
Lenin în Smolny, Isaak Brodsky, 1930

Vladimir Lenin credea că arta ar trebui să aparțină poporului și ar trebui să stea de partea proletariatului. „Arta ar trebui să se bazeze pe sentimentele, gândurile și cerințele lor și ar trebui să crească odată cu ele”,  a spus Lenin. De asemenea, credea că literatura trebuie să facă parte din cauza comună a proletariatului. După revoluția din 1917, liderii noului partid comunist încurajau experimentarea diferitelor tipuri de artă. Lenin credea că stilul de artă pe care URSS ar trebui să îl susțină ar trebui să fie ușor de înțeles (excluzând arta abstractă precum suprematismul și constructivismul ) pentru masele de analfabeti din Rusia.
A avut loc o dezbatere amplă despre artă;</link> principalul dezacord a fost între cei care credeau în „Arta Proletariană”, care nu ar trebui să aibă legături cu arta trecută care ieșea din societatea burgheză, și cei (cel mai vocifer Leon Troțki ) care credeau că arta într-o societate dominată de valorile clasei muncitoare a avut să absoarbă toate lecțiile artei burgheze înainte ca aceasta să poată merge mai departe.
Preluarea puterii de către fracțiunea lui Iosif Stalin și-a avut corolarul în instituirea unei arte oficiale: la 23 aprilie 1932, condusă de Stalin, o organizație formată din comitetul central al Partidului Comunist a dezvoltat Uniunea Scriitorilor Sovietici. Această organizație a susținut noua ideologie a realismului social.
Până în 1934, toate celelalte grupuri de artă independente au fost desființate, făcând aproape imposibil ca cineva care nu este implicat în Uniunea Scriitorilor Sovietici să publice lucrări. Orice piesă literară sau pictură care nu a susținut ideologia realismului social a fost cenzurată sau interzisă. Această nouă mișcare artistică, introdusă sub Iosif Stalin, a fost una dintre cele mai practice și durabile abordări artistice ale secolului XX. Odată cu revoluția comunistă a venit și o revoluție culturală. De asemenea, i-a oferit lui Stalin și Partidului său Comunist un control mai mare asupra culturii sovietice și a restricționat oamenii să exprime ideologii geopolitice alternative care diferă de cele reprezentate în realismul socialist. Declinul realismului social a venit odată cu dizolvarea Uniunii Sovietice în 1991. </link>

## În film
Realismul social în cinema și-a găsit rădăcinile în neorealismul italian, în special în filmele lui Roberto Rossellini, Vittorio De Sica, Luchino Visconti și într-o oarecare măsură Federico Fellini.  

### În cinematografia britanică
Filmul britanic timpuriu a folosit interacțiunea socială comună găsită în operele literare ale lui Charles Dickens și Thomas Hardy. Unul dintre primele filme britanice care a subliniat valoarea realismului ca protest social a fost A Reservist Before the War, și After the War, de James Williamson, în 1902. Filmul a amintit că militarul războiului boer s-a întors acasă la șomaj. Cenzura represivă în perioada 1945-1954 a împiedicat filmele britanice să afișeze poziții sociale mai radicale.
După Primul Război Mondial, clasa de mijloc britanică a răspuns în general realismului și reținerii în cinema, în timp ce clasa muncitoare a favorizat în general filmele de gen de la Hollywood. Astfel, realismul avea conotații de educație și seriozitate ridicată. Aceste distincții sociale și estetice vor deveni în curând teme curente, deoarece realismul social este acum asociat cu autorul de artă, în timp ce filmele de la Hollywood sunt prezentate la multiplex.
Producătorul Michael Balcon a reînviat această distincție în anii 1940, referindu-se la rivalitatea industriei britanice cu Hollywood în termeni de „realism și beteală”. Balcon, șeful Ealing Studios, a devenit o figură cheie în apariția unui cinematograf național caracterizat de stoicism și verosimilitate. Criticul Richard Armstrong a spus: „Combinând temperamentul obiectiv și estetica mișcării documentare cu vedetele și resursele producției de film de studio, cinematograful britanic din anii 1940 a făcut un apel captivant pentru un public de masă”.
Realismul social în cinematograf reflecta transformarea societății britanice din timpul războiului. Femeile lucrau alături de bărbați în armată și în fabricile sale de muniții, provocând rolurile de gen prestabilite. Raționarea, raidurile aeriene și intervenția statului fără precedent în viața individului au încurajat o filozofie mai socială și o viziune asupra lumii. Filmele social-realiste ale epocii includ Target for Tonight (1941), In Which We Serve (1942), Millions Like Us (1943) și This Happy Breed (1944). Istoricul Roger Manvell a scris: „Pe măsură ce cinematografele [închise inițial din cauza fricii raidurilor aeriene] s-au redeschis, publicul a inundat, căutând ușurare din munca grea, companie, eliberare de tensiune, răsfăț emoțional și, unde le putea găsi, oarecare reafirmare a valorilor umanității”.
În perioada postbelică, filme precum Passport to Pimlico (1949), The Blue Lamp (1949) și The Titfield Thunderbolt (1952) au reiterat valorile patriciene blânde, creând o tensiune între camaraderia anilor de război și societatea de consum în plină dezvoltare.
Sosirea lui Sydney Box ca șef al filmelor Gainsborough în 1946 a marcat o tranziție de la melodramele Gainsborough, care au avut succes în anii războiului, la realismul social. Probleme precum relațiile sexuale pe termen scurt, adulterul și nașterile nelegitime au înflorit în timpul celui de-al Doilea Război Mondial și Box, care a favorizat realismul față de ceea ce el a numit „fantezie extravagante”, au adus aceste și alte probleme sociale, cum ar fi ca adopția de copii, delincvența juvenilă și persoanele strămutate în prim-plan cu filme precum When the Bough Breaks (1947), Good-Time Girl (1948), Portret din viață (1948), The Lost People (1949) și Boys in Brown (1949). Filmele cu noile forme de petrecere a timpului liber în expansiune rapidă ale familiilor din clasa muncitoare din Marea Britanie postbelică au fost reprezentate și de Box in Holiday Camp (1947), Easy Money (1948) și A Boy, a Girl and a Bike (1949). Box a rămas hotărât să facă filme cu realism social, chiar și după ce Gainsborough s-a închis în 1951, când a spus în 1952 „Nu s-a făcut încă niciun film despre Martirii Tolpuddle, Mișcarea Suffragettelor, Serviciul Național de Sănătate așa cum este astăzi sau scandalurile din medicamentele brevetate, controlul petrolului în lume sau armamentul fabricat pentru profit”. Cu toate acestea, el nu a continuat să transforme aceste tipuri de povești în filme, ci concentrându-se pe probleme legate de avort, prostituția adolescenților, bigamie, neglijarea copiilor, furtul din magazine și traficul de droguri în filme precum Street Corner (1953), Too Young to Love (1959) și Subway in the Sky (1959).
O mișcare britanică New Wave a apărut în anii 1950 și 1960. Autori britanici precum Karel Reisz, Tony Richardson și John Schlesinger au adus fotografii largi și vorbind simplu la poveștile britanicilor obișnuiți care negociau structuri sociale postbelice. Relaxarea cenzurii le-a permis realizatorilor de film să prezinte probleme precum prostituția, avortul, homosexualitatea și alienarea. Printre personaje se numărau muncitori din fabrici, subalterni de birou, soții nemulțumite, prietene însărcinate, fugari, cei marginalizați, săraci și depresivi. Protagonistul Noului Val a fost de obicei un bărbat din clasa muncitoare fără orientare, într-o societate în care industriile tradiționale și culturile care le însoțeau erau în declin.
Mike Leigh⁠(d) și Ken Loach fac, de asemenea, filme contemporane cu realism social.

### Lista de filme britanice New Wave
- Camera în vârf (1958)
- Sâmbătă seara și duminică dimineața (1960)
- Singurătatea alergătorului de distanțe lungi (1962)
- A Kind of Loving (1962)

### În cinematograful indian
Realismul social a fost adoptat și de filmele hindi din anii 1940 și 1950, inclusiv Neecha Nagar (1946) al lui Chetan Anand, care a câștigat Palme d'Or la primul Festival de Film de la Cannes și Two Acres of Land (1953) de Bimal Roy.), care a câștigat Premiul Internațional la Festivalul de Film de la Cannes din 1954. Succesul acestor filme a dat naștere noului val indian, cu filme de artă bengaleză timpurii, cum ar fi Nagarik de Ritwik Ghatak (1952) și Trilogia Apu a lui Satyajit Ray (1955–59). Realismul în cinematografia indian datează din anii 1920 și 1930, cu exemple timpurii incluzând filmele lui V. Shantaram Indian Shylock (1925) și The Unaccpected (1937).

### Listă de filme neorealiste/social realiste din cinematografia americană
- Body and Soul (1947)
- Thieves' Highway (1949)
- The Young Lovers (1949)
- Outrage (1950)
- Hard, Fast and Beautiful (1951)
- The Bigamist (1953)
- The Hitch-Hiker (1953)
- Little Fugitive (1953)
- Salt of the Earth (1954)
- On the Bowery (1957)
- Shadows (1959)
- The Exiles (1961)
- The Cool World (1963)
- Nothing But a Man (1964)
- Wanda (1970)
- Dusty and Sweets McGee (1971)
- Killer of Sheep (1978)
- Northern Lights (1978)
- Bush Mama (1979)
- El Norte (1983)
- My Brother's Wedding (1983)
- Bless Their Little Hearts (1984)
- Stranger Than Paradise (1984)
- Down By Law (1986)
- Border Radio (1987)
- American Me (1992)
- Clerks (1994)
- Friday (1995)
- 8 Mile (2002)
- Half Nelson (2006)
- Chop Shop (2007)
- Frownland (2007)
- The Visitor (2007)
- Frozen River (2008)
- Sugar (2008)
- Wendy and Lucy (2008)
- Meek's Cutoff (2010)
- Winter's Bone (2010)
- Nebraska (2013)
- Tangerine (2015)
- American Honey (2016)
- Moonlight (2016)
- The Rider (2017)
- Patti Cake$ (2017)
- The Florida Project (2017)
- The Last Black Man in San Francisco (2018)
- Leave No Trace (2018)
- Roma (2018)
- Never Rarely Sometimes Always (2020)
- Red Rocket (2021)

#### Cineaști asociați cu neorealismul/realismul social american
- Chloe Zhao
- Ramin Bahrani
- Sean Baker
- Charles Burnett
- Barry Jenkins
- John Cassavetes
- Shirley Clarke
- Ida Lupino
- Coleman Francis
- Jim Jarmusch
- Barbara Loden
- Kent Mackenzie
- Kelly Reichardt

Surse: 

## Lista artiștilor
Următoarea listă incompletă de artiști a fost asociată cu realismul social:
| Artist                     | Naționalitate       | Domeniu/Domenii                               | Ani de activitate |
| -------------------------- | ------------------- | --------------------------------------------- | ----------------- |
| Abate, Berenice            | Americană           | Fotografie                                    | 1923–1991         |
| Anand, Chetan              | Indiană             | film                                          | 1944–1997         |
| Barnet, Will               | Americană           | pictură, ilustrație, imprimare                | 1930–2012         |
| Bearden, Romare            | Americană           | pictura                                       | 1936–1988         |
| Beckmann, Max              | Germană             | pictură, imprimare, sculptură                 | necunoscut 1950   |
| - Bellows, George.         | Americană           | pictură, ilustrație                           | 1906–1925         |
| Benton, Thomas Hart        | Americană           | pictură                                       | 1907–1975         |
| Billman, Torsten           | Suedeză             | imprimare, ilustrare, pictură                 | 1930–1988         |
| Bishop, Isabel             | Americană           | pictură, design grafic                        | 1918–1988         |
| Blanch, Arnold             | Americană           | pictură, gravură, ilustrare, imprimare        | 1923–1968         |
| Bogen, Alexander           | Poloneză/Israeliană | pictură, gravură, ilustrare, imprimare        | 1916–2010         |
| Bourke-White, Margaret     | Americană           | Fotografie                                    | 1920-1971         |
| Brocka, Lino               | Filipineză          | Film                                          | 1970–1991         |
| Cadmus, Paul               | Americană           | pictură, ilustrație                           | 1934–1999         |
| Camarena, Jorge González   | Mexicană            | pictură, sculptură                            | 1929–1980         |
| Caruso, Bruno              | Italiană            | pictură, ilustrație, imprimare                | 1943–2012         |
| Castejón, Joan             | Spaniolă            | pictură, sculptură, ilustrare                 | 1945 - prezent    |
| Charlot, Jean              | Franceză            | pictură, ilustrație                           | 1921–1979         |
| Chua Mia Tee               | Singaporeană        | pictura                                       | 1956-1976         |
| Counihan, Noel             | Australiană         | pictură, imprimare                            | 1930-1986         |
| Curry, John Steuart        | Americană           | pictura                                       | 1921–1946         |
| Dehn, Adolf                | Americană           | Litografia, pictura, imprimarea               | 1920-1968         |
| Delgado, Santiago Martínez | Columbiană          | pictură, sculptură, ilustrare                 | 1925–1954         |
| de la Fresnaye, Roger      | Franceză            | pictura                                       | 1912–1925         |
| de Vlaminck, Maurice       | Franceză            | pictura                                       | 1893–1958         |
| Dix, Otto                  | Germană             | pictură, imprimare                            | 1910–1969         |
| Douglas, Aaron             | Americană           | pictura                                       | 1925–1979         |
| Evans, Walker              | Americană           | Fotografie                                    | 1928–1975         |
| Foarte bine, Philip.       | Americană           | pictură, sculptură, imprimare                 | 1926–1973         |
| Fautrier, Jean             | Franceză            | pictură, sculptură                            | 1922–1964         |
| Garza, Federico Cantú      | Mexicană            | pictură, gravură, sculptură                   | 1929–1989         |
| Ghatak, Ritwik             | Indiană             | film, teatru                                  | 1948–1976         |
| Gropper, William           | Americană           | Litografia, pictura, ilustrarea               | 1915–1977         |
| Grosz, George              | Germană             | pictură, ilustrație                           | 1909–1959         |
| Gruber, Francis            | Franceză            | pictura                                       | 1930–1948         |
| Guayasamín, Oswaldo        | Ecuatoriană         | pictură, sculptură                            | 1942–1999         |
| Guston, Philip             | Americană           | pictură, imprimare                            | 1927–1980         |
| Gwathmey, Robert           | Americană           | pictura                                       | necunoscut-1988   |
| Henri, Robert              | Americană           | pictura                                       | 1883–1929         |
| Hine, Lewis                | Americană           | Fotografie                                    | 1904–1940         |
| Hirsch, Joseph             | Americană           | pictură, ilustrație, imprimare                | 1933-1981         |
| Hopper, Edward             | Americană           | pictură, imprimare                            | 1895–1967         |
| Kahlo, Frida               | Mexicană            | pictura                                       | 1925–1954         |
| Koch, Pyke                 | Olandeză            | pictura                                       | 1927–1991         |
| Kollwitz, Käthe            | Germană             | pictură, sculptură, imprimare                 | 1890–1945         |
| Kuhn, Walt                 | Americană           | pictură, ilustrație                           | 1892–1939         |
| Lamangan, Joel             | Filipineză          | Film, televiziune, teatru                     | 1991 - prezent    |
| Lange, Dorothea            | Americană           | Fotografie                                    | 1918–1965         |
| Lawrence, Jacob            | Americană           | pictura                                       | 1931–2000         |
| Lee, Doris                 | Americană           | pictură, imprimare                            | 1935–1983         |
| Lee, Russell               | Americană           | Fotografie                                    | 1936–1986         |
| Levine, Jack               | Americană           | pictură, imprimare                            | 1932–2010         |
| Lozowick, Louis            | Americană           | pictură, imprimare                            | 1926–1973         |
| Luks, George               | Americană           | pictură, ilustrație                           | 1893–1933         |
| Marsh, Reginald            | Americană           | pictura                                       | 1922–1954         |
| Meltsner, Paul             | Americană           | pictura                                       | 1913–1966         |
| Muntenegru, Roberto        | Mexicană            | pictură, ilustrație                           | 1906–1968         |
| Myers, Jerome              | Americană           | pictură, desen, gravură, ilustrare            | 1867–1940         |
| Orozco, José Clemente      | Mexicană            | pictura                                       | 1922–1949         |
| O'Hara Mario               | Filipineză          | Film                                          | 1976–2012         |
| Parcuri, Gordon            | Americană           | Fotografie, film                              | 1937–2006         |
| Pippin, Horace             | Americană           | pictura                                       | 1930–1946         |
| Portinari, Candido         | Braziliană          | pictura                                       | 1928–1962         |
| Prestopino, Gregorio       | Americană           | pictura                                       | 1930-1984         |
| Ray, Satyajit              | Indiană             | film                                          | 1947–1992         |
| Reisz, Karel               | Britanică           | film                                          | 1955–1990         |
| Richardson, Tony           | Britanică           | film                                          | 1955–1991         |
| Rivera, Diego              | Mexicană            | pictura                                       | 1922–1957         |
| Rothstein, Arthur          | Americană           | Fotografie                                    | 1934–1985         |
| Roy, Bimal                 | Indiană             | film                                          | 1935–1966         |
| Schlesinger, John          | Britanică           | film                                          | 1956–1991         |
| Shahn, Ben                 | Americană           | pictură, ilustrație, artă grafică, fotografie | 1932–1969         |
| Siporin, Mitchell          | Americană           | pictura                                       | necunoscut - 1976 |
| Siqueiros, David Alfaro    | Mexicană            | pictura                                       | 1932–1974         |
| Siskind, Aaron             | Americană           | Fotografie                                    | 1930-1991         |
| Sloan, John French         | Americană           | pictura                                       | 1890–1951         |
| Soyer, Isaac               | Americană           | pictura                                       | 1930-1981         |
| Soyer, Moise               | Americană           | pictura                                       | 1926–1974         |
| Soyer, Raphael             | Americană           | pictură, ilustrație, imprimare                | 1930–1987         |
| Stackpole, Ralph           | Americană           | sculptură, pictură                            | 1910–1973         |
| Steichen, Edward           | Americană           | Fotografie, pictură                           | 1894–1973         |
| Sternberg, Harry           | Americană           | pictură, imprimare                            | 1926–2001         |
| Tamayo, Rufino             | Mexicană            | pictură, ilustrație                           | 1917–1991         |
| Toorop, Charley            | Olandeză            | pictură, litografie                           | 1916–1955         |
| Ulmann, Doris              | Americană           | Fotografie                                    | 1918–1934         |
| Walker, John Augustus      | Americană           | pictura                                       | 1926–1967         |
| Williamson, James          | Britanică           | film                                          | 1901–1933         |
| Wilson, John Woodrow       | Americane           | Litografia, sculptura                         | 1945-2001         |
| Wolcott, Marion Post       | Americană           | Fotografie                                    | 1930-1944         |
| Wong, Martin               | Americane           | pictura                                       | 1946–1999         |
| Wood, Grant                | Americană           | pictura                                       | 1913–1942         |
| İlhan, Attilâ              | Turcă               | poezie                                        | 1942-2005         |